# Jankowa Żagańska
Jankowa Żagańska (Duits: Hansdorf) is een dorp in de Poolse woiwodschap Lubusz. De plaats maakt deel uit van de gemeente Iłowa en telt 600 inwoners.